# Nicola Conci (wielrenner)
Nicola Conci (Trente, 5 januari 1997) is een Italiaans wielrenner die anno 2025 rijdt voor XDS Astana Team.

## Carrière
Als junior won Conci in 2015 de Trofeo Emilio Paganessi en de tweede etappe van de Ronde van Lunigiana. In september van dat jaar werd hij zesde in de wegwedstrijd op het wereldkampioenschap.
In 2017 verzamelde hij verschillende ereplaatsen in Italiaanse beloftenkoersen, alvorens hij de Trofeo Città di San Vendemiano op zijn naam schreef. In de Ronde van Italië voor beloften eindigde Conci op plek zeven in het algemeen klassement, op drie minuten van winnaar Pavel Sivakov. Twee maanden later won hij de Grote Prijs van Poggiana, waar hij Michael Storer en Artjom Nytsj voorbleef in een sprint met zes. Vanaf eind augustus mocht hij stage lopen bij Trek-Segafredo. Namens die ploeg stond hij in september aan de start van de Ronde van Denemarken. Aan het eind van het seizoen werd zijn stagecontract omgezet in een tweejarig profcontract.

## Overwinningen
2015
Trofeo Emilio Paganessi
2e etappe Ronde van Lunigiana
2017
Trofeo Città di San Vendemiano
Grote Prijs van Poggiana

## Resultaten in voornaamste wedstrijden
| Jaar | Ronde van Italië | Ronde van Frankrijk | Ronde van Spanje |
| ---- | ---------------- | ------------------- | ---------------- |
| 2018 |                  |                     | opgave           |
| 2019 | 63e              |                     |                  |
| 2020 | 52e              |                     |                  |
| 2021 |                  |                     |                  |
| 2022 |                  |                     |                  |
| 2023 | opgave           |                     |                  |
| 2024 | 23e              |                     |                  |
| 2025 | 56e              |                     |                  |

| Jaar | Milaan-San Remo | Amstel Gold Race | Luik-Bast.‑Luik | Ronde van Lombardije | Waalse Pijl |  | WK op de weg |
| ---- | --------------- | ---------------- | --------------- | -------------------- | ----------- |  | ------------ |
| 2018 |                 |                  |                 | 37e                  |             |  |              |
| 2019 |                 |                  | 61e             |                      | 61e         |  |              |
| 2020 | 85e             |                  |                 | 38e                  |             |  |              |
| 2021 | 105e            | 53e              | 45e             |                      | 30e         |  |              |
| 2022 |                 |                  |                 |                      |             |  | 33e          |
| 2023 |                 |                  |                 | 60e                  |             |  |              |
| 2024 |                 |                  |                 | 92e                  |             |  |              |
| 2025 |                 | 34e              | 49e             |                      | opgave      |  |              |

Conci verliet de Ronde van Italië in 2023 na een positieve test op COVID-19.

## Ploegen
- 2017 –  Trek-Segafredo (stagiair vanaf 21 augustus)
- 2018 –  Trek-Segafredo
- 2019 –  Trek-Segafredo
- 2020 –  Trek-Segafredo
- 2021 –  Trek-Segafredo
- 2022 –  Gazprom-RusVelo (tot 1-3)
- 2022 –  Alpecin-Fenix Development Team (vanaf 16-5)
- 2023 –  Alpecin-Deceuninck
- 2024 –  Alpecin-Deceuninck
- 2025 –  XDS Astana Team

Alafaci · Beppu · Bernard · Brändle · Cardoso · Coledan · Contador · Daniel · Degenkolb · Didier · Felline · Gogl · Guerreiro · Hernández · Irizar · de Kort · Mollema · Nizzolo · Pantano · Pedersen · van Poppel · Rast · Reijnen · Stetina · Stuyven · Theuns · Zubeldia · Conci (stagiair) · Moschetti (stagiair) · Toovey (stagiair)
Alafaci · Beppu · Bernard · Brambilla · Brändle · Conci · Daniel · Degenkolb · Didier · Eg · Felline · Frame · Gogl · Grmay · Guerreiro · Irizar · de Kort · Mollema · Mullen · Nizzolo · Pantano · Pedersen · van Poppel · Rast · Reijnen · Skujiņš · Stetina · Stuyven
Beppu · Bernard · Brambilla · Ciccone · Clarke · Conci · Degenkolb · Eg · Felline · Frame · Gogl · Irizar (actief t/m 3 augustus) · Kirsch · de Kort · Mollema · Mosca (vanaf 1 augustus) · Moschetti · Mullen · Pantano · Pedersen  · Porte · Reijnen · Skujiņš · Stetina · Stuyven · Theuns · Debeaumarché (stagiair) · López (stagiair) · Quarterman (stagiair)
Bernard · Brambilla · Ciccone · Clarke · Conci · De Kort · Eg · Elissonde · Kamp · Kirsch · Liepiņš · López · Mollema · Mosca · Moschetti · Mullen · A. Nibali · V. Nibali · Pedersen  · Porte · Quarterman · Reijnen · Ries · Simmons · Skujiņš · Stuyven · Theuns · Weening (vanaf 5 juni) · Fancellu (stagiair) · Skjelmose Jensen (stagiair) · Tiberi (stagiair)
Bernard · Brambilla · Ciccone · Conci · Eg · Egholm · Elissonde · Gebreigzabhier · Kamp · Kirsch · De Kort  · Liepiņš · López · Mollema · Mosca · Moschetti · Mullen · A. Nibali · V. Nibali · Pedersen · Quarterman · Reijnen · Ries · Simmons · Skjelmose Jensen · Skujiņš · Stuyven · Theuns · Tiberi · Baroncini (stagiair) · Hellemose (stagiair) · Hoole (stagiair)
Canola · Carboni · Conci · Díaz · Fedeli · Kotsjetkov · Michael Kukrle · Lunder · Malucelli · Nekrasov · Nych · Piccolo · Rikoenov · Rivera · Rovny · Scaroni · Strachov · Tsjerkasov · Tsjernetski · Vacek · Zakarin
Ballerstedt · Bayer · Conci · De Bondt · Dillier · Gaze · Ghys · Gogl · Groves · Hermans · Janssens · Kragh Andersen · Krieger · Leysen · Mareczko · Meurisse · Oldani · Osborne · Philipsen · Planckaert · Plowright · Rickaert · Riesebeek · Sbaragli · Sinkeldam · Stannard · Taminiaux · Van Den Bossche · van der Poel  · Vermeersch
Ballerstedt · Bayer · Boven · Conci · Dillier · Gaze · Ghys · Gogl · Groves · Hermans · Hollmann · Janssens · Kielich · Kragh Andersen · Laurance · Leysen · Meurisse · Osborne · Philipsen · Planckaert · Plowright · Rickaert · Riesebeek · Sinkeldam · Uhlig · Van Den Bossche · van der Poel  · Van Tricht · Vergallito · Vermeersch